# Pierwszy rząd Poula Nyrupa Rasmussena
Pierwszy rząd Poula Nyrupa Rasmussena – rząd Królestwa Danii istniejący od 25 stycznia 1993 do 27 września 1994. W skład rządu weszli przedstawiciele Socialdemokraterne (S), socjalliberalnej Radykalnej Lewicy (RV). Centrum-Demokraterne (CD) oraz chadeckiej partii Kristeligt Folkeparti (KF). Gabinet powstał po tym, gdy do dymisji podał się konserwatywny premier Poul Schlüter. Po wyborach w 1994 został zastąpiony przez drugi rząd tego samego premiera.

## Skład rządu
| Funkcja                                         | Minister | Partia |
| ----------------------------------------------- | --- | ------ |
| Premier                                         | Poul Nyrup Rasmussen | S      |
| Minister gospodarki                             | Marianne Jelved | RV     |
| Minister energii                                | Jann Sjursen | KF     |
| Minister finansów                               | Mogens Lykketoft | S      |
| Minister spraw zagranicznych                    | Niels Helveg Petersen | RV     |
| Minister rolnictwa i rybołówstwa                | Bjørn Westh | S      |
| Minister środowiska                             | Svend Auken | S      |
| Minister komunikacji i turystyki                | Arne Melchior (do 28 stycznia 1994) Helge Mortensen (od 28 stycznia 1994)                                                              | CD S   |
| Minister edukacji                               | Ole Vig Jensen | RV     |
| Minister mieszkalnictwa i współpracy nordyckiej | Flemming Kofod-Svendsen | KF     |
| Minister współpracy na rzecz rozwoju            | Helle Degn | S      |
| Minister spraw wewnętrznych                     | Birte Weiss | S      |
| Minister pracy                                  | Jytte Andersen | S      |
| Minister ds. podatków                           | Ole Stavad | S      |
| Minister obrony                                 | Hans Hækkerup | S      |
| Minister kultury                                | Jytte Hilden | S      |
| Minister zdrowia                                | Torben Lund | S      |
| Minister ds. ruchu drogowego                    | Helge Mortensen (do 28 stycznia 1994) Jan Trøjborg (od 28 stycznia 1994)                                                               | S      |
| Minister ds. koordynacji biznesu                | Mimi Jakobsen | CD     |
| Minister przemysłu                              | Jan Trøjborg (do 28 stycznia 1994) Mimi Jakobsen (od 28 stycznia 1994)                                                                 | S CD   |
| Minister sprawiedliwości                        | Pia Gjellerup (do 29 marca 1993) Erling Olsen (od 29 marca 1993)                                                                       | S      |
| Minister spraw kościelnych                      | Arne Oluf Andersen | CD     |
| Minister spraw społecznych                      | Karen Jespersen (do 28 stycznia 1994) Bente Juncker (od 28 stycznia 1994 do 11 lutego 1994) Yvonne Herløv Andersen (od 11 lutego 1994) | S CD   |
| Minister badań naukowych i technologii          | Svend Bergstein (do 28 stycznia 1994) Arne Oluf Andersen (od 28 stycznia 1994)                                                         | CD     |